# Crossing-over

Schemat procesu pojedynczego crossing-over

Crossing-over – wymiana odcinków chromatyd pomiędzy chromosomami homologicznymi w czasie mejozy, w uproszczeniu jest to proces wymiany materiału genetycznego, w wyniku którego zwiększa się zmienność genetyczną. Odkrywcą procesu crossing-over był Thomas Morgan.

## Przebieg
Proces ten zachodzi w profazie I mejozy (pachytenie) i polega na tworzeniu połączeń (chiazm) między chromatydami, a następnie rozrywaniu tych połączeń, ale tak, że następuje wymiana ich odcinków. W wyniku crossing-over dochodzi do rozszczepienia genów sprzężonych i powstania nowych sprzężeń. Częstość tego procesu zależy od odległości pomiędzy rozpatrywanymi genami w chromosomie: im bliżej są one położone, tym silniej są sprzężone i mniejsze jest prawdopodobieństwo rozdzielenia ich pomiędzy dwa różne chromosomy homologiczne. Wystąpienie crossing-over w określonym miejscu chromosomu wpływa ograniczająco na możliwość zajścia c-o w pobliżu. Zjawisko to określane jest terminem interferencji.
W procesie crossing-over następuje rekombinacja homologiczna. Nukleotydy jednej nici DNA łączą się z nukleotydami homologicznymi drugiej, ale zanim to nastąpi chromosomy homologiczne ustawiają się równolegle do siebie, po czym następuje przecięcie nici w kilku miejscach. Następnie fragment homologiczny jednej nici łączy się z fragmentem drugiej krzyżowo, kolejne dwie nici nie są połączone krzyżowo, dlatego następuje rotacja aby takie połączenie utworzyć.
Pod koniec crossing-over następuje synteza P-DNA, który stanowi 0,1% jądrowego DNA i jest reperacyjnym DNA.

## Znaczenie
Crossing-over jest procesem o dużym znaczeniu dla różnorodności genetycznej, ponieważ prowadzi do powstania komórek potomnych o genotypie innym od rodzicielskiego.